# Inkosaari (ö i Nyslott, lat 61,86, long 28,27)
Inkosaari är en ö i Finland. Den ligger i sjön Lohnajärvi och i kommunen Sulkava i den ekonomiska regionen  Nyslotts ekonomiska region  och landskapet Södra Savolax, i den södra delen av landet, 260 km nordost om huvudstaden Helsingfors. Öns area är 0,3 hektar och dess största längd är 90 meter i sydöst-nordvästlig riktning.